# 密序山萮菜
密序山萮菜（学名：Eutrema heterophyllum）也称西北山萮菜、歪叶山萮菜，为十字花科山萮菜属下的一个种。